# A. Silvestre
A. Silvestre – portugalski rugbysta, dziesięciokrotny reprezentant Portugalii w rugby union mężczyzn. 
Jego pierwszym meczem w reprezentacji było spotkanie z Hiszpanią, które zostało rozegrane 23 marca 1969 w Barreiro. Ostatni raz w reprezentacji zagrał 10 lutego 1974 w Lizbonie, kiedy to jego reprezentacja podejmowała drużynę Włoch.